# Échilleuses
Échilleuses ist eine französische Gemeinde mit 387 Einwohnern (Stand 1. Januar 2022) im Département Loiret in der Region Centre-Val de Loire. Sie gehört zum Kanton Le Malesherbois und zum Arrondissement Pithiviers. 
Sie grenzt im Norden an Grangermont, im Nordosten an Puiseaux, im Osten an Bromeilles, im Südosten an Beaumont-du-Gâtinais, im Süden an Boësses und im Westen an La Neuville-sur-Essonne.

## Bevölkerungsentwicklung
| Jahr      | 1962 | 1968 | 1975 | 1982 | 1990 | 1999 | 2008 | 2018 |
| --------- | ---- | ---- | ---- | ---- | ---- | ---- | ---- | ---- |
| Einwohner | 344  | 311  | 280  | 270  | 272  | 323  | 351  | 393  |